# Stephen Hill (cầu thủ bóng đá, sinh năm 1982)
Stephen Hill (sinh ngày 12 tháng 11 năm 1982 ở Prescot, Anh) là một cầu thủ bóng đá người Anh thi đấu ở vị trí hậu vệ cho Rochdale tại Football League.